# Pseudothyridium cyanitarse
Pseudothyridium cyanitarse är en skalbaggsart som beskrevs av Blanchard 1851. Pseudothyridium cyanitarse ingår i släktet Pseudothyridium och familjen Rutelidae. Inga underarter finns listade i Catalogue of Life.